# Ats Purje
Ats Purje (Tallinn, 3 augustus 1985) is een Estisch voetballer. Hij verruilde KuPS Kuopio op 1 januari 2021 voor JK Kalev Tallinn. Purje was tussen 2006 en 2018 Estisch international.

## Interlandcarrière
Purje maakte zijn debuut voor Estland op 11 oktober 2006 tegen Rusland in een EK-kwalificatiewedstrijd. Hij scoorde zijn eerste goal op 20 augustus 2008 tegen Malta. Op 9 juni 2015 tegen Finland scoorde Purje voor het eerst in een wedstrijd twee goals. Een aantal dagen later speelde Purje zijn vijftigste interland voor Estland tegen San Marino. In 2018 stopte Purje bij het nationaal elftal. Hij kwam tot tien doelpunten in 69 interlands.
| Interlanddoelpunten van Ats Purje voor Estland | Interlanddoelpunten van Ats Purje voor Estland | Interlanddoelpunten van Ats Purje voor Estland | Interlanddoelpunten van Ats Purje voor Estland | Interlanddoelpunten van Ats Purje voor Estland | Interlanddoelpunten van Ats Purje voor Estland |
| No.                                            | Datum                                          | Wedstrijd                                      | Score                                          | Uitslag                                        | Competitie                                     |
| Als speler bij Inter Turku                     | Als speler bij Inter Turku                     | Als speler bij Inter Turku                     | Als speler bij Inter Turku                     | Als speler bij Inter Turku                     | Als speler bij Inter Turku                     |
| ---------------------------------------------- | ---------------------------------------------- | ---------------------------------------------- | ---------------------------------------------- | ---------------------------------------------- | ---------------------------------------------- |
| 1.                                             | 20 augustus 2008                               | Estland – Malta                                | 1–1                                            | 2–1                                            | Vriendschappelijk                              |
| Als speler bij Paphos                          |                                                |                                                |                                                |                                                |                                                |
| 2.                                             | 3 maart 2010                                   | Georgië – Estland                              | 1–1                                            | 2–1                                            | Vriendschappelijk                              |
| 3.                                             | 7 september 2010                               | Estland – Oezbekistan                          | 1–0                                            | 3–3                                            | Vriendschappelijk                              |
| Als speler bij Ethnikos Achna                  |                                                |                                                |                                                |                                                |                                                |
| 4.                                             | 3 september 2011                               | Slovenië – Estland                             | 1–2                                            | 1–2                                            | EK 2012 kwalificatie                           |
| Als speler bij KuPS                            |                                                |                                                |                                                |                                                |                                                |
| 5.                                             | 8 september 2014                               | Estland – Slovenië                             | 1–0                                            | 1–0                                            | EK 2016 kwalificatie                           |
| Als speler bij Nõmme JK Kalju                  |                                                |                                                |                                                |                                                |                                                |
| 6.                                             | 9 juni 2015                                    | Finland – Estland                              | 0–1                                            | 0–2                                            | Vriendschappelijk                              |
| 7.                                             | 9 juni 2015                                    | Finland – Estland                              | 0–2                                            | 0–2                                            | Vriendschappelijk                              |
| 8.                                             | 11 november 2015                               | Estland – Georgië                              | 1–0                                            | 3–0                                            | Vriendschappelijk                              |
| Als speler bij KuPS Kuopio                     |                                                |                                                |                                                |                                                |                                                |
| 9.                                             | 12 juni 2017                                   | Letland – Estland                              | 1–2                                            | 1–2                                            | Vriendschappelijk                              |
| 10.                                            | 9 juni 2018                                    | Estland – Marokko                              | 1–3                                            | 1–3                                            | Vriendschappelijk                              |